# Pedro Alonso de los Ríos

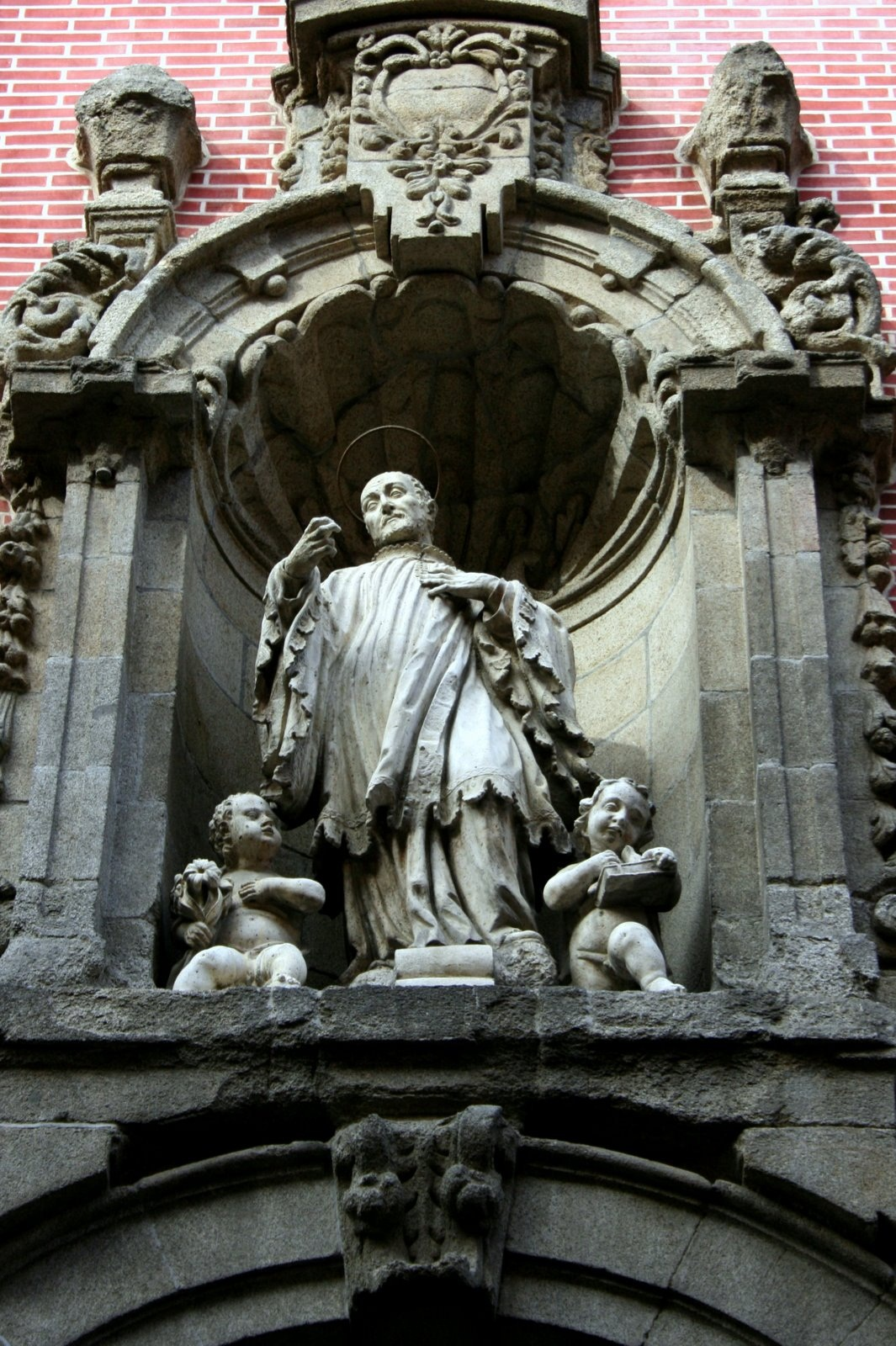
San Andrés Avelino, parroquia de San Cayetano, Madrid.

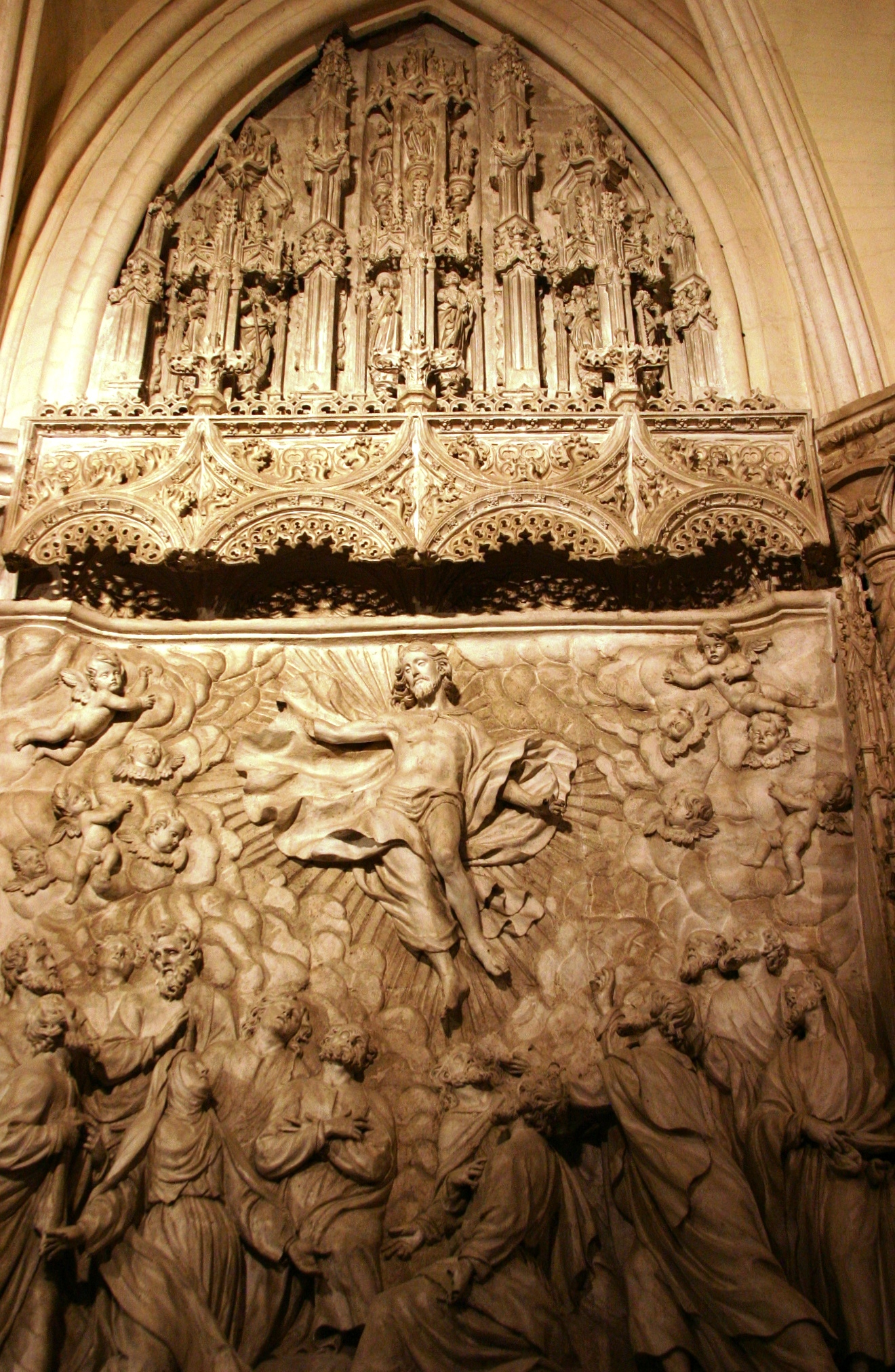
Ascensión, girola de la Catedral de Burgos

Pedro Alonso de los Ríos (Valladolid, 1641-Madrid, 1702) fue un escultor barroco español que realizó su obra tanto en madera como en piedra y yeso.

## Biografía
Hijo del también escultor Francisco Alonso de los Ríos, debió de formarse en el taller paterno. Hacia 1660 se trasladó a Madrid donde según Antonio Palomino alcanzó gran crédito, aunque no hay obras documentadas hasta 1667, año en que contrató las esculturas del retablo mayor del convento de Nuestra Señora de la Cruz, o de Santa Juana, en Cubas de la Sagra (Madrid), destruidas con el convento en 1936.
Entre 1680 y 1683 ejecutó para el trasaltar de la catedral de Burgos los relieves en piedra de la Oración del huerto y la Ascensión, completando la obra, anterior en más de un siglo, de Felipe Bigarny. Según el contrato, firmado en julio de 1679, Alonso de los Ríos debía desplazarse en el mes de diciembre de ese año a Burgos para ejecutar el trabajo, para el que se le proponían modelos pintados. En enero de 1683 estaban terminados pues el Cabildo fue informado de que el escultor «desea regresar a Madrid después de que le abonen lo que todavía se le adeuda. Pide que se le paguen algunas mejoras y el retraso que ha sufrido al no contar con la piedra necesaria a su debido tiempo». Son estos relieves lo más relevante de su escasa obra conservada, aunque también han sido objeto de críticas por el contraste con la obra del borgoñón y lo disperso de su composición, más acusada en el relieve de la Oración. Para la misma catedral ejecutó las estatuas de acentuado barroquismo colocadas en los pilares góticos de Juan de Colonia.
Palomino menciona diversas obras suyas en Madrid, entre las que destacaría una Inmaculada en la Capilla de los Confiteros de la iglesia de Santa Cruz, «que es el esplendor de aquel templo», incendiada en 1763, y un San Bruno en el Monasterio de Santa María de El Paular, pero ninguna de estas obras parece haberse conservado. Se le atribuyen las estatuas en piedra de la Virgen, San Cayetano y San Andrés Avelino, colocadas dentro de hornacinas en la fachada de la iglesia de San Cayetano de Madrid y las esculturas en madera del altar de la Virgen de Valvanera en la de San Ginés, quizá las mencionadas por Palomino en San Martín.